# Ryszard Moszkowski
Ryszard Moszkowski (ur. 1906 w Liège, zm. 16 stycznia 1945 w Warszawie) – polski rzeźbiarz pochodzenia żydowskiego.
Studiował na Politechnice w Liège, a następnie w Akademii Sztuk Pięknych (Hogeschool Wetenschappen en Kunst) w Gandawie. Za wybitne osiągnięcia podczas studiów został dwukrotnie odznaczony, srebrnym, a następnie brązowym medalem. Naukę rzeźby kontynuował w Paryżu pod kierunkiem Aristide Maillolego i Antoine Bourdelle’a. Podczas pobytu w Berlinie poznał pianistkę Różę Etkin, którą poślubił. Para zamieszkała w Warszawie, podczas II wojny światowej ukrywali się po tzw. aryjskiej stronie u znajomych Polaków. Ostatnim miejscem, gdzie przebywali był schowek piwniczny na warszawskim Żoliborzu. W styczniu 1945, według zeznań niektórych świadków, kryjówkę zdradził dym z piecyka. Niemcy rozstrzelali Moszkowskiego razem z jego żoną. Inna relacja mówiła o śmierci małżeństwa Moszkowskich po wrzuceniu przez Niemców granatu do piwnicy.
Tworzył popiersia i rzeźby portretowe, były to wyidealizowane twarze kobiet i realistyczne mężczyzn.